# Tor Hamer
Tor Hamer est un boxeur américain né le 20 janvier 1983 à New York.

## Carrière amateur
Il remporte les Golden Gloves dans la catégorie super-lourds en 2008. Son palmarès amateur est alors de 34 victoires contre 1 défaite.

## Carrière professionnelle
Passé professionnel le 22 octobre 2008, Hamer remporte ses 11 premiers combats (dont 8 avant la limite) puis s'incline aux points en 6 rounds face à Kelvin Price le 15 mai 2010. Il est par ailleurs contraint à l'abandon à l'issue de la 4e reprise de son combat l'opposant à l'ukrainien Vyacheslav Glazkov le 22 décembre 2012.